# Hlásná Třebaň
Obec Hlásná Třebaň (německy Vordertrebain, často chybně uváděna jako Hlásná Třebáň) se nachází na levém břehu Berounky, 2 km jihovýchodně od Karlštejna, v okrese Beroun, kraj Středočeský, zhruba 24 km jihozápadně od centra Prahy a 10 km jihovýchodně od Berouna. Žije zde přibližně 1 200 obyvatel.

## Historie
Území Hlásné Třebaně bylo osídlené již v době bronzové. Třebaň je prvně zmiňována v roce 1000, kdy byla věnována knížetem Boleslavem III. ostrovskému benediktinskému klášteru. V roce 1357 vykoupil ves Karel IV. a připojil ji k hradu Karlštejn.
V 15. století je část obce blíže hradu a před řekou uváděna jako „Přední“ – část vzdálenější, za řekou, jako „Zadní“. Nedlouho poté byla Přední Třebaň přejmenována na „Hlásnou“ – podle robotní povinnosti mužů obce vykonávat strážní a hlásnou službu na věžích a hradbách Karlštejna. Zadní Třebaň je dnes samostatnou obcí.
Ještě koncem 19. století to byla malá, převážně zemědělská ves s několika usedlostmi postavenými ve slohu „selského baroka“ s branou, postavené kolem návsi s kapličkou a ležící podél cesty vedoucí od brodu k Mořině. Ve vsi bylo několik košíkářů. Od začátku 20. století se rozrostla na dnešních 285 obytných domů s 606 stálými obyvateli.
Od třicátých let je oblast obce vyhledávána k rekreačním účelům. Bylo postaveno 620 rekreačních objektů. Dnes, kromě několika soukromě hospodařících zemědělců, dojíždí většina obyvatel do zaměstnání mimo obec.

### Územněsprávní začlenění
Dějiny územněsprávního začleňování zahrnují období od roku 1850 do současnosti. V chronologickém přehledu je uvedena územně administrativní příslušnost obce v roce, kdy ke změně došlo:
- 1850 země česká, kraj Praha, politický okres Smíchov, soudní okres Beroun[4]
- 1855 země česká, kraj Praha, soudní okres Beroun
- 1868 země česká, politický okres Hořovice, soudní okres Beroun
- 1936 země česká, politický i soudní okres Beroun[5]
- 1939 země česká, Oberlandrat Kolín, politický i soudní okres Beroun[6]
- 1942 země česká, Oberlandrat Praha, politický i soudní okres Beroun[7]
- 1945 země česká, správní i soudní okres Beroun[8]
- 1949 Pražský kraj, okres Beroun[9]
- 1960 Středočeský kraj, okres Beroun
- 2003 Středočeský kraj, okres Beroun, obec s rozšířenou působností Beroun

## Přírodní poměry
Obec Hlásná Třebaň leží na okraji Chráněné krajinné oblasti Český kras. Severně od vesnice zasahuje do katastrálního území Hlásná Třebaň malá část rozsáhlé národní přírodní rezervace Karlštejn
Bývalé pastviny třebaňské stráně jsou dodnes místem, kde se vyskytují druhy nápadných a jinde vzácných rostlin. Brzy na jaře zde rozkvétají hojné prvosenky jarní a na nejsušších místech koniklece luční české. Později v létě pak černohlávky velkokvěté a chrpy chlumní, kakosty krvavé, jejichž květ se stal součástí znaku obce, omany vrbolisté, třemdavy bílé a bělozářky větvité. V Třebani je jediné místo v Českém krasu, kde vykvétá v předjaří drobná liliovitá rostlina s nápadnými žlutými květy – křivatec český.
Cestou na Karlštejn (žlutá turistická trasa) se u obce nachází památná lípa.

## Části obce
Obec Hlásná Třebaň se skládá ze dvou částí, které leží na katastrálním území Hlásná Třebaň: kromě vlastní Hlásné Třebaně k obci patří osada Rovina, která je položená 1 km východně, na vyvýšenině nad řekou. Vznikla koncem 18. století po parcelaci karlštejnského panství. Umělému založení odpovídá stavební dispozice původních domů kolem rozlehlé návsi.

## Pamětihodnosti
- Kaplička

## Doprava
Dopravní síť
- Pozemní komunikace – Obcí prochází silnice II/116 Mníšek pod Brdy - Řevnice - Karlštejn - Beroun.
- Železnice – Obcí vede železniční Trať 171 Praha - Beroun, z níž odbočuje Trať 172 Hlásná Třebaň - Lochovice. Železniční Trať 171 Praha - Beroun je dvoukolejná elektrizovaná celostátní trať, součást 3. koridoru, doprava na ní byla zahájena roku 1862. Železniční Trať 172 Hlásná Třebaň - Lochovice je jednokolejná regionální trať, provoz byl zahájen roku 1901. Z obce je možné se po lávce přes řeku Berounku dostat na železniční stanici Zadní Třebaň.

Veřejná doprava

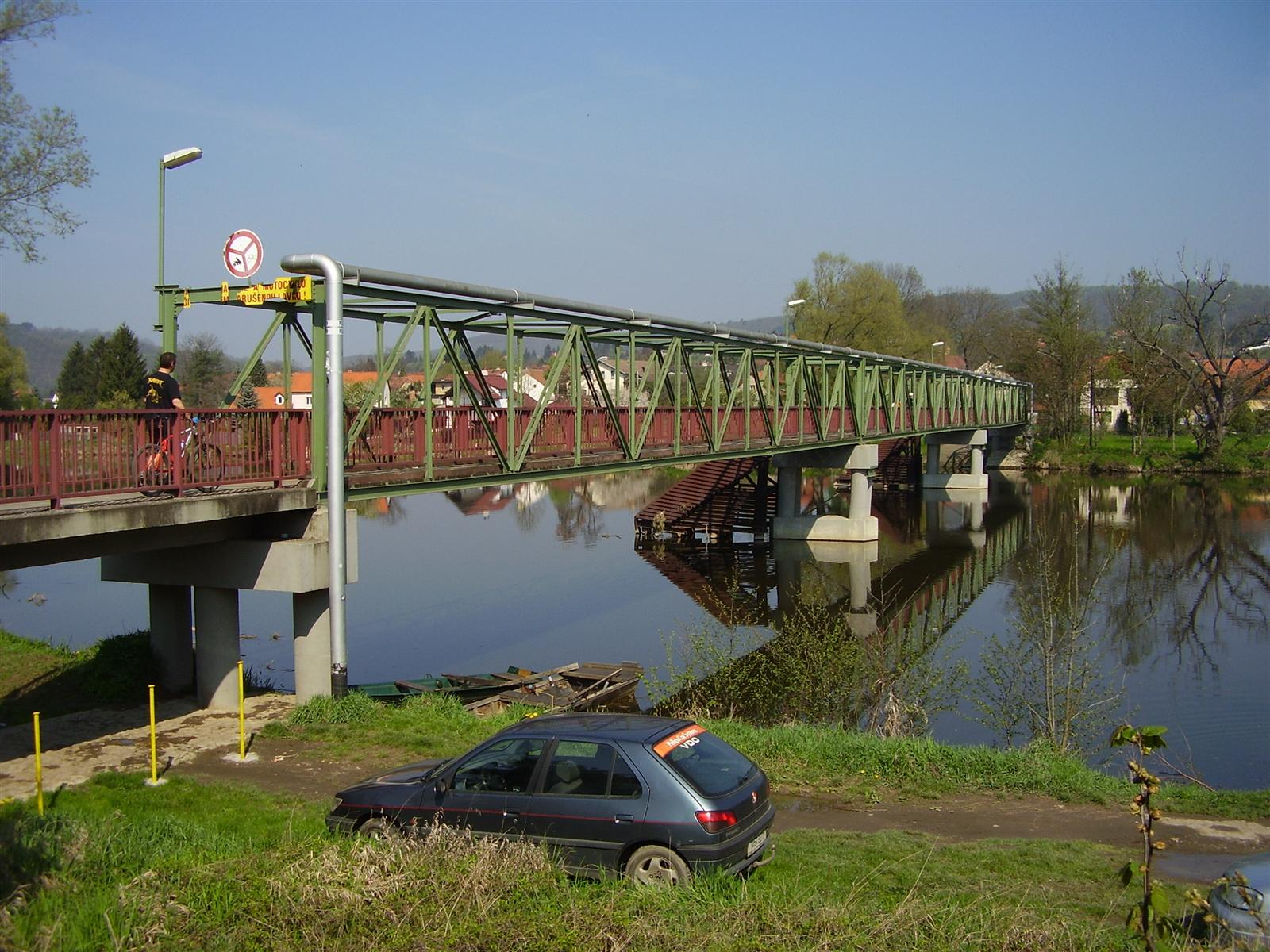
Lávka přes Berounku mezi Zadní a Hlásnou Třebaní.

- Autobusová doprava – V obci měly zastávky autobusové linky 311 (v pracovních dnech 12 spojů) a 451 (v pracovních dnech 2 spoje) (dopravce Arriva Střední Čechy), v současné době se jediná zastávka nachází v osadě Rovina.
- Železniční doprava – Po trati 171 vede linka S7 (Úvaly - Praha - Beroun) v rámci pražského systému Esko. Tratí 171 projíždělo odbočnou železniční stanicí Zadní Třebaň v pracovních dnech 28 párů osobních vlaků, o víkendu 27 párů osobních vlaků. Po trati 172 z odbočné železniční stanice Zadní Třebaň jezdilo v pracovních dnech 8 párů osobních vlaků, o víkendu 7 párů osobních vlaků.

## Rekreace a kultura
Hlásná Třebaň je vyhledávaným rekreačním cílem díky malebné krajině a je populární i díky písni z dílny Ivana Mládka „Hlásná Třebaň je krásná“. V obci je mnoho soukromých rekreačních chat, je možné se též najíst v restauraci „U Máni v Třebáni“ nebo "Na růžku". V osadě Rovina jsou také dvě restaurace i s ubytováním, a to „Hospůdka na návsi“ a „U Rudolfa II.“. Dále je možné ubytování v Třebani v penzionu „Hubert“, popřípadě v soukromí.
V obci je aktivní Tělovýchovná jednota Sokol, která vlastní sokolovnu s upraveným venkovním hřištěm. K hezkému vzhledu obce přispívá s místní organizace Českého svazu zahrádkářů.
Obecní zpravodaj Hlásná Třebaň vychází od roku 1987 jednou měsíčně.